# Ферран Коромінас
Ферран Коромінас (ісп. Ferran Corominas, нар. 5 січня 1983, Жирона) — іспанський футболіст, що грав на позиції нападника.
Виступав, зокрема, за клуб «Еспаньйол», а також юнацьку збірну Іспанії.
Володар Кубка Іспанії.

## Клубна кар'єра
Народився 5 січня 1983 року в місті Жирона.
У дорослому футболі дебютував 1999 року виступами за команду «Еспаньйол Б», в якій провів п'ять сезонів, взявши участь у 165 матчах чемпіонату. 
Своєю грою за цю команду привернув увагу представників тренерського штабу головної команди клубу «Еспаньйол», до складу якого приєднався 2003 року. Відіграв за барселонський клуб наступні вісім сезонів своєї ігрової кар'єри. У складі «Еспаньйола» був одним з головних бомбардирів команди, маючи середню результативність на рівні 0,43 гола за гру першості. За цей час виборов титул володаря Кубка Іспанії.
Згодом з 2011 по 2020 рік грав у складі команд «Осасуна», «Жирона», «Ельче», «Мальорка», «Докса» та «Гоа».
Завершив ігрову кар'єру у команді «Атлетіко Балеарес», за яку виступав протягом 2020—2021 років.

## Виступи за збірні
У 2001 році дебютував у складі юнацької збірної Іспанії (U-17), загалом на юнацькому рівні взяв участь у 15 іграх, відзначившись 2 забитими голами.

## Титули і досягнення

### Клубні
- Володар Кубка Іспанії (1):

«Еспаньйол»: 2005-2006
- Володар Суперк Кубка (1):

«Гоа»: 2019

### Збірні
- Чемпіон Європи (U-19): 2002

### Особисті
- Золота бутса Індійської Суперліги

«Гоа»: 2017-2018; 2018-2019
- Герой Індійської Суперліги

«Гоа»: 2018-2019